# Jebramki (powiat ełcki)
Jebramki (niem. Jebrammen, Jebrahmen) – wieś w Polsce położona w województwie warmińsko-mazurskim, w powiecie ełckim, w gminie Prostki.
W latach 1975–1998 miejscowość administracyjnie należała do województwa suwalskiego.

## Nazwa i przynależność administracyjna
W 1938 roku zmieniono nazwę Jebrammen na Bachort.
Rozporządzeniem Ministrów Administracji Publicznej i Ziem Odzyskanych z dnia 9 grudnia 1947 r. ustalono urzędową polską nazwę miejscowości – Jebramki, określając drugi przypadek jako Jebramek, a przymiotnik – jebramecki.
Po II wojnie światowej miejscowość w powiecie piskim, w wyniku reformy administracyjnej w 1954 wchodzi w skład gromady Różyńsk Wielki, w której jest do jej likwidacji. 
1 stycznia 1973 miejscowość włączono do powiatu grajewskiego w woj. białostockim, gminy Prostki. 
W 1975 roku zlikwidowano powiaty, a Jebramki wraz z całą gminą Prostki znalazły się województwie suwalskim. 
W reformie z 1999 roku gminę wraz z miejscowością przydzielono do powiatu ełckiego.

## Historia
Dawniej część miejscowości Pomiany. Jebramki obejmowały 29 łanów z obowiązkiem dwóch służb zbrojnych. Jebramki wymieniane w dokumentach w 1519 oraz 1535 roku, kiedy to wolni z Jebramek zakupił 2,5 łana nadmiaru.